# El mundo de Guermantes
El mundo de Guermantes es el tercer volumen de su heptalogía En busca del tiempo perdido de Marcel Proust. Publicada en 1920. Continúa con la descripción de la vida social de las clases altas francesas del cambio de siglo XIX al XX. 
Esta novela se centra como su título lo indica en los Guermantes, el apellido de una familia  de aristócratas de la que el protagonista se convertirá en amigo. Es en este libro durante su viaje a Doncières, para volver a ver a Saint-Loup, cuando el caso  Dreyfus se aborda por primera vez en profundidad y se continúa discutiendo en gran parte de la obra.
En la segunda parte de la obra, se muere la abuela del narrador y este se reencuentra con Albertine Simonet y con Charles Swann, que tiene un cáncer terminal. 
- Datos: Q2343322